# Col de la République (Massif central)
Pour les articles homonymes, voir Col de la République.
Le col de la République ou col du Grand Bois est situé sur la RD 1082 (ex-RN 82) et relie Saint-Étienne au nord de l'Ardèche. La route qui le franchit, dans les monts du Pilat, culmine à une altitude de 1 161 m. Il se situe sur la commune de Saint-Genest-Malifaux.
La construction de cette voie s'est achevée en 1830.

## Toponymie
Le terme république porté aussi par un hameau voisin ferait référence à une secte religieuse qui avait tenté de fonder en 1794, un petit État, la République de Jésus-Christ.
Le col de la République pourrait aussi devoir son nom à la déformation d'« arrêt public ». Il s'agissait en effet du lieu de halte des diligences reliant Saint-Étienne à Annonay.

## Cyclisme

### Le Vélocio
Au sommet, a été érigé un monument à la mémoire de Paul de Vivie, plus connu sous le pseudonyme Vélocio. Pour perpétuer sa mémoire, chaque année depuis 1922, est organisée l'ascension chronométrée de cette montée de 12,788 km et d'un dénivelé de 565 m. Ce sont les bénévoles du Comité Vélocio de Saint-Étienne qui organisent cette manifestation très conviviale.

### Tour de France
Le col de la République est le premier col à plus de 1 000 m franchi par le Tour de France, lors de la deuxième étape du premier Tour de France en 1903 (Lyon-Marseille via Saint-Étienne). Hippolyte Aucouturier est le premier au sommet. L'année suivante, en 1904, le Tour est à nouveau de passage. Mais la montée fut le théâtre d'attaques par des partisans du coureur régional Alfred Faure à l'encontre de ses adversaires.  Ces faits ont conduit les organisateurs à éviter le département de la Loire pendant de nombreuses années : le franchissement suivant du col n'aura lieu que lors du Tour de France 1950, et au total onze fois jusqu'en 1997 (13e étape).
| Année | Étape | Ville de départ | Ville d’arrivée | Catégorie | 1er au sommet         |
| ----- | ----- | --------------- | --------------- | --------- | --------------------- |
| 1997  | 13e   | Saint-Étienne   | L'Alpe-d'Huez   | 3         | Richard Virenque      |
| 1978  | 16e   | Saint-Étienne   | L'Alpe-d'Huez   | 3         | Jean-Jacques Fussien  |
| 1971  | 10e   | Saint-Étienne   | Grenoble        | 3         | Cyrille Guimard       |
| 1968  | 16e   | Saint-Étienne   | Grenoble        | 3         | Aurelio Gonzales      |
| 1966  | 19e   | Chamonix        | Saint-Étienne   | 2         | Ferdinand Bracke      |
| 1963  | 15e   | Saint-Étienne   | Grenoble        | 3         | Federico Bahamontes   |
| 1961  | 9e    | Saint-Étienne   | Grenoble        | 2         | Guy Ignolin           |
| 1959  | 17e   | Saint-Étienne   | Grenoble        | 2         | Federico Bahamontes   |
| 1956  | 19e   | Grenoble        | Saint-Étienne   | 2         | Stan Ockers           |
| 1954  | 16e   | Le Puy-en-Velay | Lyon            | 2         | Robert Varnajo        |
| 1950  | 19e   | Briançon        | Saint-Étienne   | 2         | Raphaël Géminiani     |
| 1904  | 2e    | Lyon            | Marseille       |           | Antoine Fauré         |
| 1903  | 2e    | Lyon            | Marseille       |           | Hippolyte Aucouturier |

### Paris-Nice
Le col de la République fut l'arrivée enneigée de la cinquième étape du Paris-Nice 1998, longue de 151,5 km depuis Vichy. Franck Vandenbroucke remporta cette étape.

## Randonnée
Le sentier de grande randonnée 7, reliant le ballon d'Alsace à Andorre, passe au col.